# Sonja Reichart
Sonja Reichart (Immenstadt im Allgäu, 2 novembre 1964) è un'ex sciatrice freestyle tedesca.

## Palmarès
| Anno | Manifestazione            | Sede        | Evento | Risultato | Prestazione | Note  |
| ---- | ------------------------- | ----------- | ------ | --------- | ----------- | ----- |
| 1989 | Mondiali                  | Oberjoch    | Salti  | Argento   | -           |       |
| 1988 | Giochi olimpici invernali | Calgary     | Salti  | Argento   | 267.03      | [ 1 ] |
| 1994 | Giochi olimpici invernali | Lillehammer | Salti  | 22ª       | 38.00       | [ 2 ] |

## Coppe e meeting internazionali
1986-87
- Oro nella Coppa del Mondo di salti con 67 pt.

1987-88
- Argento nella Coppa del Mondo di salti con 71 pt.

1988-89
- Oro nella Coppa del Mondo di salti con 77 pt.

1989-90
- Oro nella Coppa del Mondo di salti con 71 pt.
- Argento nella Coppa del Mondo di freestyle complessiva con 12 pt.